# Åke Johansson
Åke „Bajdoff“ Johansson (* 19. März 1928 in Norrköping; † 21. Dezember 2014) war ein schwedischer Fußballspieler.

## Werdegang
Johansson spielte zwischen 1949 und 1965 für IFK Norrköping in der Allsvenskan. Der Mittelläufer bestritt 321 Erstligapartien und ist damit Rekordspieler des Vereins. Während seiner Laufbahn wurde er sechsmal schwedischer Meister. 1957 wurde er mit dem Guldbollen als Schwedens Fußballer des Jahres ausgezeichnet.
Johansson war 53-mal schwedischer Nationalspieler. Er stand bei der Weltmeisterschaft 1958 im eigenen Land im Kader der Auswahl, wurde aber ohne Einsatz Vize-Weltmeister.

## Erfolge
- Vize-Weltmeister: 1958
- Schwedischer Meister 1952, 1956, 1957, 1960, 1962, 1963
- Guldbollen: 1957